# Radicaal 57
Radicaal 57 is een van de 31 van de 214 Kangxi-radicalen dat bestaat uit drie strepen.
In het Kangxi-woordenboek zijn er 165 karakters die dit radicaal gebruiken.

## Karakters met het radicaal 57
| Strepen | Karakter                   |
| ------- | -------------------------- |
| + 0     | 弓                         |
| + 1     | 弔 引 弖                   |
| + 2     | 弗 弘                      |
| + 3     | 弙 弚 弛 弜                |
| + 4     | 弝 弞 弟 张                |
| + 5     | 弡 弢 弣 弤 弥 弦 弨 弩 弪 |
| + 6     | 弧 弫 弬 弭 弮 弯          |
| + 7     | 弰 弱 弲 弳                |
| + 8     | 弴 張 弶 強 弸 弹          |
| + 9     | 强 弻 弼 弽 弾             |
| + 10    | 弿 彀 彁 彂                |
| + 11    | 彃 彄 彅                   |
| + 12    | 彆 彇 彈 彉                |
| + 13    | 彊 彋                      |
| + 14    | 彌                         |
| + 15    | 彍                         |
| + 19    | 彎                         |
| + 20    | 彏                         |

Orakelbotkarakter
Bronskarakter
Groot zegelkarakter
Klein zegelkarakter